# Dragan Simeunović
Dragan Simeunović (1954.), hrvatski nogometaš iz Pule.

## Karijera
Rođen u Puli 1954. godine. Karijeru je započeo u Staklaru iz Pule 1970. godine. Karijeru je poslije nastavio u Istri za koju je igrao do 27. godine, došavši do 2. savezne lige. Navršivši 28. godina, stekao je pravo igranja nogometa za inozemne nogometne klubove te je otišao u Belgiju, u drugoligaša Union Royale Namur, gdje je završio karijeru.
Po povratku u Hrvatsku radi kao trener u Puli. Uskoro je stekao Uefine B, A i Pro licencije. Kao trener vodio je seniore NK Pule s kojima je prošao od četvrte sve do druge lige. Uspješan rad nastavio je i u samostalnoj Hrvatskoj. Vodio je NK Istru iz Pule koju je iz treće doveo u Prvu hrvatsku nogometnu ligu. 1999. godine, što je jedan od najvećih uspjeha pulskog nogometa. Nakon niza od šest uzastopnih poraza u Prvoj hrvatskoj nogometnoj ligi ljeta 1999./2000., uprava ga je smijenila a na njegovo je mjesto došao Rajko Magić.
Poslije Istre vodio je još neke istarske klubove poput drugoligaša Jadran iz Poreča i trećeligaša NK Vrsar. Radio je kao športski koordinator, konzultant i voditelj individualnih treninga u mnogim istarskim klubovima. U NK Istri danas vodi kadete i juniore. Od 2003. godine vodi privatnu školu nogometa "Arena 2003" za talentirane mlade igrače, koja je dala danas mnoge prvoligaške igrače.

## Vanjske poveznice
- Hrvatski radio  Arhivirana inačica izvorne stranice od 3. srpnja 2015. (Wayback Machine) Urednik: Romeo Cusma Pletikos, Istarska kopačka, emitirano: ponedjeljak, 1. lipnja 2015. 17:02